# Paul Mooney
Paul Gladney (Shreveport, 4 de agosto de 1941 – Oakland, 19 de maio de 2021), mais conhecido pelo nome artístico Paul Mooney, foi um comediante, roteirista, crítico social e ator de televisão e cinema Povo dos Estados Unidos. Ficou conhecido por ter escrito piadas para o comediante Richard Pryor e por suas aparições no programa de David Chappelle. Muito do material de Mooney é baseado no racismo nos Estados Unidos.
Mooney morreu em 19 de maio de 2021, aos 79 anos de idade, em Oakland.